# 利培酮
利培酮（INN：risperidone），商品名有理思必妥（Risperdal）、維思通，為一種非典型抗精神病藥物，主要用於治療思覺失調症、双相情感障碍，以及自閉症症狀者的易怒情形。本品可口服或肌肉注射給藥。注射劑型的藥效可維持長達兩周。
常見副作用包含動作障礙、嗜睡、視力問題、便秘，以及體重增加等等。嚴重副作用包含遲發性運動不能及抗精神藥物惡性症候群等永久性的動作障礙。本品亦可能提高自殺及高血糖的風險。在因失智症導致思覺失調的年長者身上用藥，可能會提升死亡風險。妊娠期間用藥的安全性迄今未明。本品屬於非典型抗精神病药。其作用機轉目前未明，可能與其多巴胺拮抗劑的活性有关。
有關利培酮的研究始於1980年代，並於1993年在美國核准上市。本品列名於世界卫生组织基本药物标准清单，為基礎公衛體系必備藥物之一。本品屬於通用名药物。在2014年，每日劑量发展中国家的批發價介於0.01到0.60美金之間。2015年，每月正常劑量約介於100到200美金之間。

## 药理作用
利培酮是一种选择性单胺能拮抗剂，它与5-羟色胺能的5-HT2受体和多巴胺能的D2受体有很高的亲和力，也能与α1-肾上腺素能受体结合，与H1-组胺受体和α2肾上腺素能受体的亲和力较低，但不能与胆碱能受体结合。利培酮是强有力的D2拮抗剂，这是它抑制精神分裂症阳性症状的原因，但它引起的运动功能抑制及强直性昏厥都要比经典抗精神分裂症药要少，对中枢系统的5-羟色胺和多巴胺拮抗作用的平衡可以减轻发生锥体外系反应，并将其治疗作用扩展到精神分裂症的阴性症状和情感症状。

利培酮抑制D-氨基酸氧化酶催化D-氨基酸的分解（例如D-丙氨酸和D-絲氨酸 - 神經遞質）。

## 适用症
利培酮是一种非典型抗精神病药，适用于：
- 治疗成人和13-17岁青少年的精神分裂症
- 单独，或与锂或丙戊酸盐组合，短期治疗成人急性躁狂或I型双极症关联的混合发作，且对10-17岁儿童和青少年单独使用[8]

## 藥理學

### 藥代動力學
利培酮经过肝脏代谢和肾脏排泄。利培酮的活性代谢产物帕利哌酮也被用作抗精神病药。

## 不良反应
常見的副作用包含發生錐體外症候群、嗜睡、便秘、性功能障礙、反眼以及體重增加等情形。嚴重的副作用包含永久性的行為疾患遲發性運動障礙、抗精神藥物惡性症候群、增加自殺的風險以及高血糖等。患失智症的中高齡精神病患者可能因此药死亡風險增加。目前對懷孕患者的影響尚不明朗。利培酮是一種非典型抗精神病藥，其作用方式尚未完全釐清，但據稱是一種多巴胺拮抗劑。

## 歷史、社會與文化
對利培酮的研究始於1980年代後期，美國於1993年正式批准此藥上市。在最基本的健康照護系統中最必要的藥物清單世界衛生組織基本藥物標准清單登錄有案。 利培酮亦有學名藥物。2014年，批發價約在0.01到0.60美元之間。在美國每劑藥物售價是3.3美金到10美金左右。

## 外部連結
- PubChem Substance Summary: Risperidone （页面存档备份，存于）—National Center for Biotechnology Information.
- Drug Information Portal—Risperidone （页面存档备份，存于）—U.S. National Library of Medicine
- Description of risperidone "Nycomed" medicine, Danish link in English language （页面存档备份，存于）

#invoke:navbox